# Платформа N 1
Платформа N 1 — пасажирська зупинна залізнична платформа Луганської дирекції Донецької залізниці.
Розташована поблизу Дебальцівського депо м. Дебальцеве, Дебальцівська міська рада, Донецької області на лінії Дебальцеве — Красна Могила між станціями Дебальцеве (3 км) та Чорнухине (6 км).
Через військову агресію Росії на сході України транспортне сполучення припинене.